# Casio Edifice

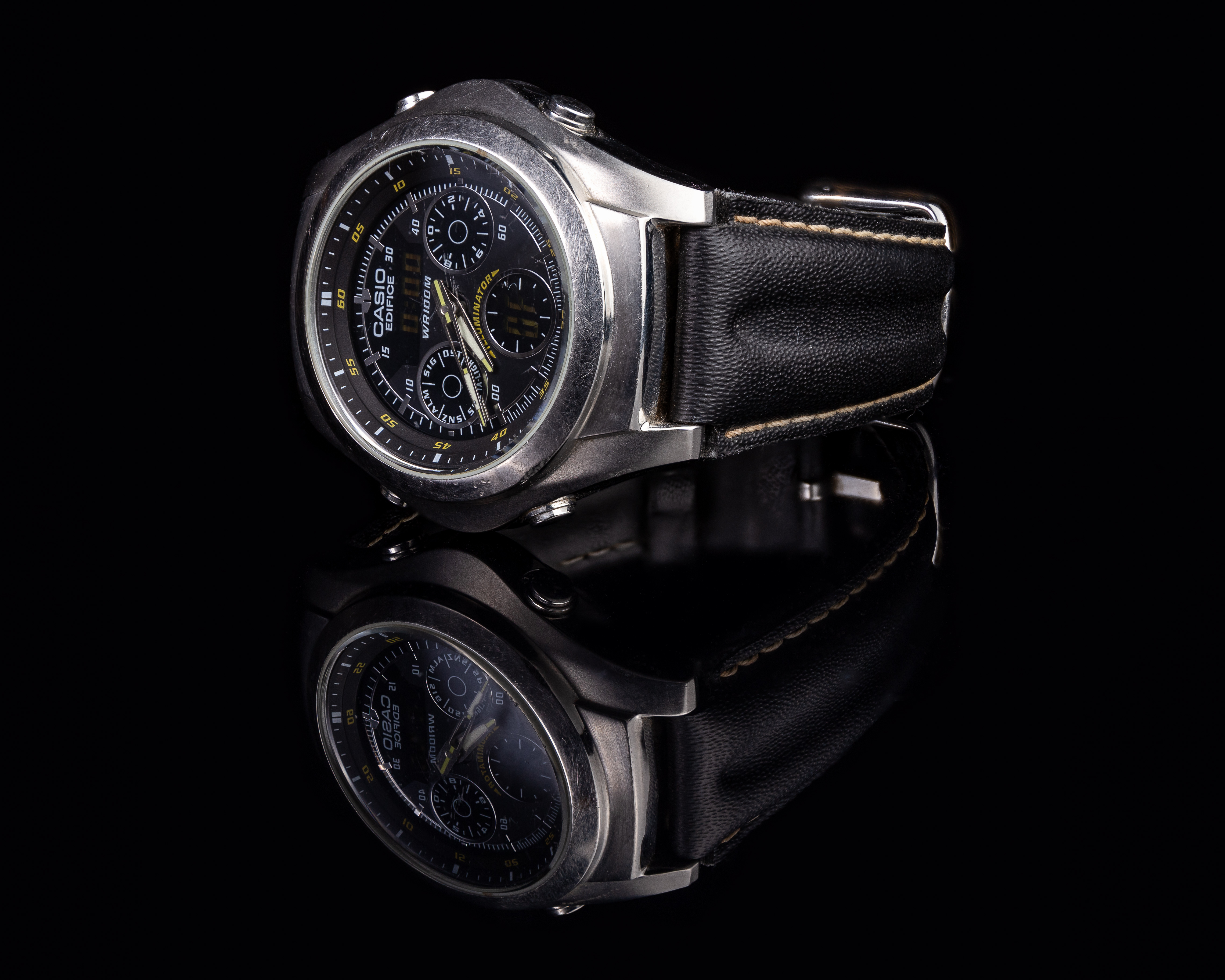
Casio Edifice WR100M mit Lederarmband

Edifice ist eine Uhrenmarke des japanischen Technologieunternehmens Casio. Die Edifice-Armbanduhren sollen mit ihrem Design vor allem Geschäftsleute ansprechen. Die Uhren sind wasserdicht und verfügen meistens über eine Stoppuhr- und Datumsfunktion.

## Technologie
Die Technologie der Edifice-Uhren reicht von quarzgesteuerten bis hin zu computergesteuerten Modellen. Viele Edifice-Uhren verfügen über solarbetriebene Batterien. Manche Modelle können sich über Funkwellen an Atomuhren kalibrieren. Auch das Verbinden der Uhr mit einer App via Bluetooth ist bei manchen Modellen möglich. Die Anzeige der Uhren der Edifice-Reihe variiert von einer rein analogen Anzeige bis hin zu einer Anzeige, die analoge und digitale Anzeigen kombiniert.

## Sponsoring

### Motorsport
Edifice ist seit 2016 ein offizieller Sponsor der Scuderia AlphaTauri (bis 2020: Scuderia Toro Rosso). Das Edifice-Logo ist auf der Vorderseite des 2020er und 2021er Formel 1 Autos des Teams, dem AT01 bzw. dem AT02, zu sehen. Darüber hinaus sponsert Edifice Hondas Motorsportabteilung Honda Racing, Nissans Motorsportabteilung Nismo, TOM’S Racing Team und die japanische Inter Proto Series.
Die Partnerschaft mit Scuderia AlphaTauri und Honda Racing führte zur Veröffentlichung von Uhren in Sondereditionen.